# 부가티 센토디에치
부가티 센토디에치(영어: Bugatti Centodieci)는 부가티에서 2020년부터 생산 중인 스포츠카이다. 차명인 센토디에치는 이탈리아어로 '110'을 의미한다. 가격은 약 108억이다.

## 디자인
부가티 시론을 기반으로 제작되었으며 다이아몬드와 쐐기 모양의 디자인 언어를 닮은 5개의 둥근 공기 흡입구와 같은 EB 110에서 디자인 신호를 가져온다. 헤드램프 아래에 있는 작은 말굽 라디에이터 그릴은 EB110을 더욱 연상시킨다.

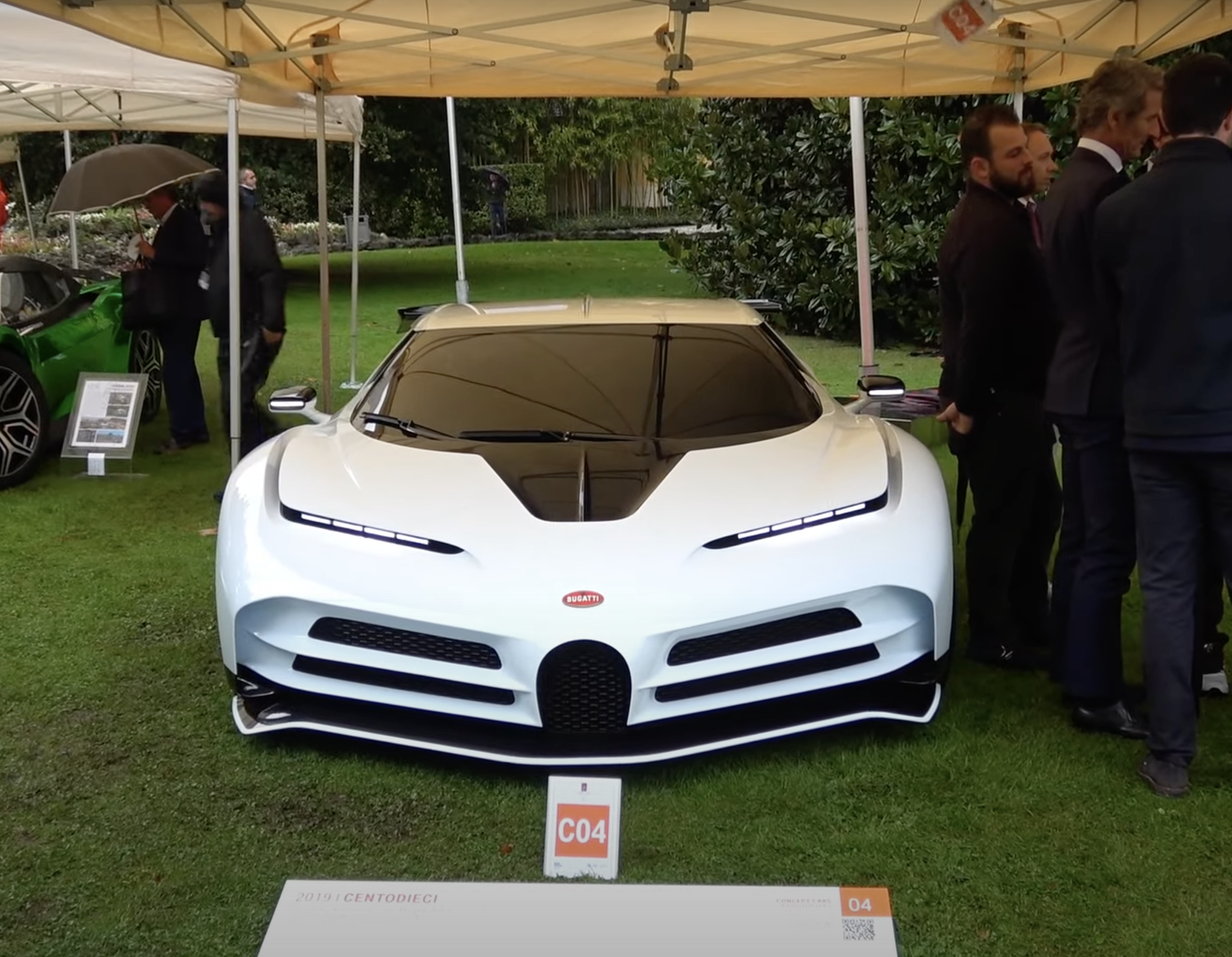
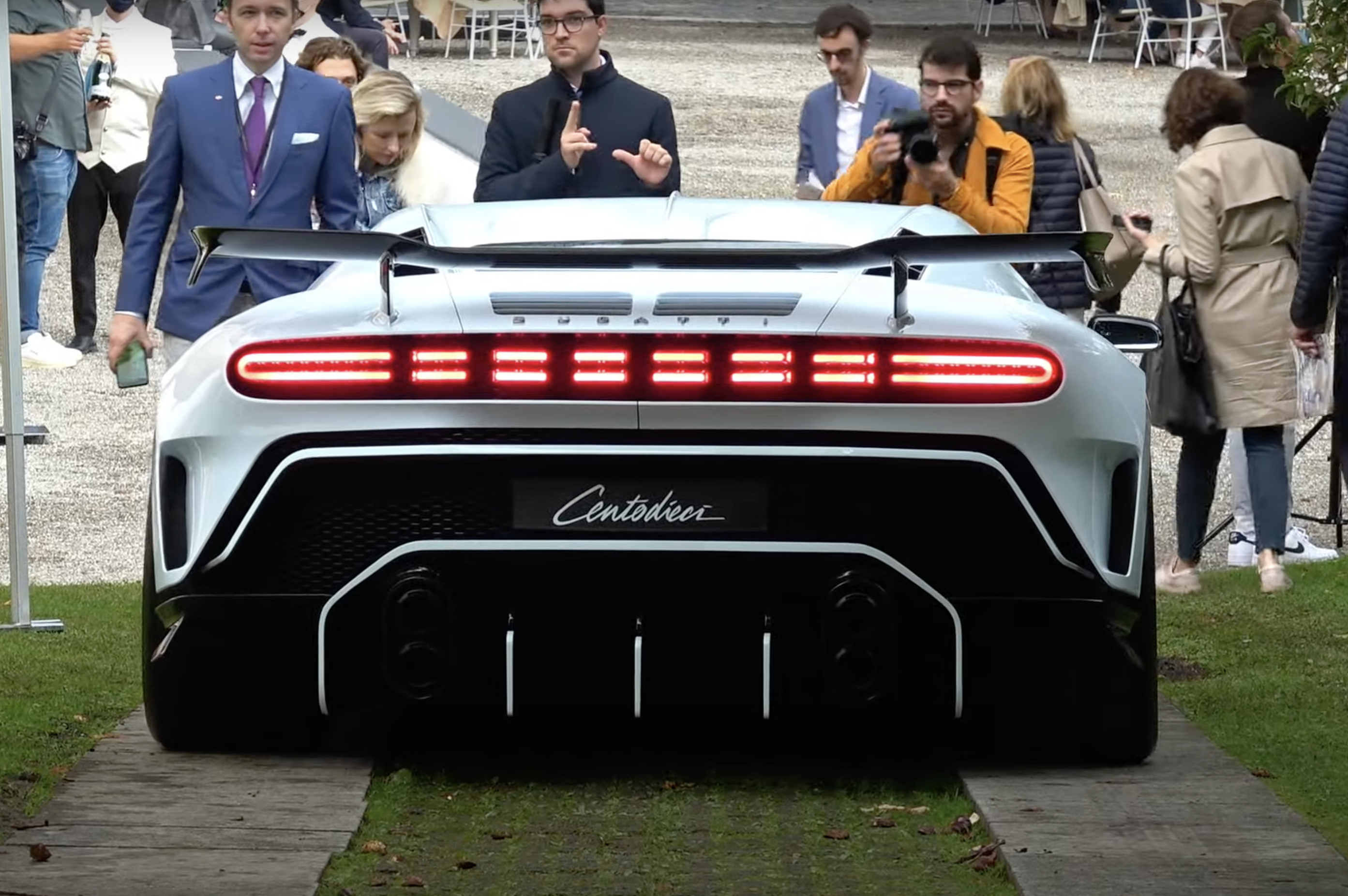

## 성능
센토디에치는 2.4초만에 0-100 km/h (62 mph), 6.1초만에 0-200 km/h (124 mph), 13.1초만에 0-300 km/h (186 mph)을 기록할 수 있다.
최고 속도는 380 km/h (240 mph)이고 (리미트 해제시 420km/h), 전비중량은 1,976 kg (4,356 lb)이다.

## 생산 대수
센토디에치의 생산 대수는 총 10대이다.2022년 12월 19일에는 10번째이자 마지막 차량이 인도되었다.

## 경쟁 차종
리막 오토모빌리
- 리막 네베라

맥라렌 오토모티브
- 맥라렌 720S
- 맥라렌 765LT
- 맥라렌 세나
- 맥라렌 스피드테일

젠보 오토모티브
- 젠보 TS1 GT

## 게임에서의 등장
- 더 크루 2
- 아스팔트 8: 에어본
- 아스팔트 9: 레전드
- GTA